# Jacqueline Stedall
Jacqueline Anne « Jackie » Stedall (4 août 1950 — 27 septembre 2014), est une historienne des mathématiques britannique.

## Biographie
Jackie Stedall naît en 1950 à Romford, Essex, aînée des trois enfants de John Barton et Irene née Stakes. Elle fréquente la Queen Mary's High School à Walsall, puis poursuit ses études à Girton College, à Cambridge où elle obtient un diplôme en mathématiques. Elle obtient ensuite un master en statistiques de l'université du Kent et un diplôme d'enseignement, le Professional Graduate Certificate in Education (en) (PGCE), au Bristol Polytechnic. Elle réalise un doctorat en histoire des mathématiques et soutient une thèse sur le Treatise of Algebra de John Wallis publié en 1685, intitulée A large discourse concerning algebra: John Wallis's 1685 Treatise of algebra, dirigée par John Fauvel, à l'Open University.

## Carrière professionnelle
Jackie Stedall travaille pendant trois ans en tant que statisticienne à l'université de Bristol, et quatre ans en tant qu'administratrice pour War on Want (en). Par la suite, elle est enseignante pendant huit ans. Elle reprend des études à l'université en 2000, en histoire des sciences, avec une bourse Clifford Norton. Elle est ensuite nommée fellow de ce même collège, et elle crée et dirige un module de troisième année sur l'histoire des mathématiques à l'université d'Oxford. Jackie Stedall est mariée et mère de deux enfants.
Elle est rédactrice en chef du bulletin de la Société britannique d'histoire des mathématiques, le BSHM Bulletin. Elle travaille aux côtés de l'historienne des mathématiques Eleanor Robson.
Elle est plusieurs fois invitée dans l'émission In Our Time de la BBC Radio 4. Parmi les sujets qu'elle a abordés dans ce programme, figurent Archimède, la question de savoir qui de Isaac Newton ou Gottfried Wilhelm Leibniz est à l'origine du calcul infinitésimal, la suite de Fibonacci, les nombres premiers en finance ou encore les mathématiques de la Renaissance,.

## Activités éditoriales
Stedall publie en 2008 un manuel, Mathematics Emerging qu'elle utilise support principal de son cours à l'université,. Elle est également co-éditrice du Oxford Handbook of the History of Mathematics. Avec Janet Beery, elle co-édite De numeris triangularibus et inde de progressionibus arithmeticis: Magisteria magna (en) ou Doctrine of Triangular Numbers de Thomas Harriot: la 'Magisteria Magna' en 2009.
Elle publie en 2012 le livre The History of Mathematics: A Very Short Introduction, dans la collection Very Short Introduction des Oxford University Press. Ce livre porte sur « ce que font les historiens des mathématiques et comment ils le font », et remporte le prix Neumann 2013 du meilleur livre sur l'histoire des mathématiques en langue anglaise,.

## Hommages et postérité
Jackie Stedall est atteinte d'un cancer dont elle meurt le 27 septembre 2014,. Elle fait un legs pour la préservation des livres de mathématiques à la bibliothèque du Queen's College. En 2015, la Société canadienne d'histoire et de philosophie des mathématiques a tenu une session spéciale en sa mémoire, et en 2016, la British Society for the History of Mathematics tient un congrès de deux jours au Queen's College sur l'algèbre des XVIe et XVIIe siècles, qui lui est dédié,.

## Publications

### Ouvrages
- (en) « Catching Proteus: The collaborations of Wallis and Brouncker: I. Squaring the circle », Notes and Records of the Royal Society of London, vol. 54, no 3, 2000.
- (en) Jacqueline Stedall, « The discovery of wonders: reading between the lines of John Wallis's Arithmetica infinitorum », Arch. Hist. Exact Sci., vol. 56, no 1,‎ 2001, p. 1-28 (DOI 10.1007/s004070100040).
- (en) Eleanor Robson (dir.) et Jackie Stedall (dir.), The Oxford Handbook of the History of Mathematics, Oxford, Oxford University Press, 2009.
  - chapitre de Stedall Tracing mathematical networks in seventeenth century England.
- (en) The History of Mathematics: A very short introduction, Oxford University Press, 2012.
- (en) From Cardano’s great art to Lagrange’s reflections: Filling a Gap in the History of Algebra, European Mathematical Society: Heritage of European Mathematics, 2011.
- avec Janet Beery : (en) Thomas Harriot’s doctrine of triangular numbers: the ‘Magisteria magna’, European Mathematical Society: Heritage of European Mathematics, 2008.
- Mathematics emerging: a sourcebook 1540-1900, Oxford University Press, 2008.
- avec Noel Malcolm : (en) John Pell (1611-1685) and his correspondence with Sir Charles Cavendish: the mental world of an early modern mathematician, Oxford University Press, 2005.
- (en) The arithmetic of infinitesimals: John Wallis 1656, Sources and Studies in the History of Mathematics and Physical Sciences, Springer, 2004.
- (en) The Greate Invention of algebra: Thomas Harriot’s treatise on equations, Oxford University Press, 2003, rééd. 2005.
- (en) A Discourse concerning Algebra: English Algebra to 1685, Oxford University Press, 2002.
- (en) « Notes made by Thomas Harriot on the treatises of François Viète », dans Archive for History of Exact Sciences, mars 2008, vol. 62, no 2, p. 179-200 DOI 10.1007/s00407-007-0019-1.

### Articles
- (en) Rob’d of Glories: The Posthumous Misfortunes of Thomas Harriot and His Algebra, Archive for History of Exact Sciences, vol.  54, 2000, p. 455-497.
- (en) Catching Proteus: The Collaborations of Wallis and Brouncker, 3 tomes, tome 1 (Squaring the circle), Notes and Records of the Royal Society, vol.  54, 2000, p. 293-316, tome 2 (Number Problems) p. 317-331.
- (en) John Wallis and the French: his quarrels with Fermat, Pascal, Dulaurens[13], et Descartes, Historia Mathematica, vol.  39, 2012, p. 265.
- (en) The Discovery of Wonders: Reading Between the Lines of John Wallis's Arithmetica infinitorum, Archive for History of Exact Sciences, vol. 56, 2001, p. 1-28.
- (en) Symbolism, combinations, and visual imagery in the mathematics of Thomas Harriot, Historia Mathematica, vol. 34, 2007, p. 380-401.
- (en) Of Our Own Nation: John Wallis's Account of Mathematical Learning in Medieval England, Historia Mathematica, vol. 28, 2001, p. 73-122.